# Нова Зоря (Девладівська сільська громада)
Нова́ Зоря́ — село в Україні, у Девладівській сільській громаді Криворізького району Дніпропетровської області.
Населення — 64 мешканці.

## Географія
Село Нова Зоря знаходиться на лівому березі Макортівське водосховища (річка Саксагань) в місці впадання в нього річки Суха Саксагань, нижче за течією на відстані 3 км розташоване село Андріївка.

## Населення

### Мова
Розподіл населення за рідною мовою за даними перепису 2001 року:
| Мова       | Відсоток |
| ---------- | -------- |
| українська | 82,8 %   |
| російська  | 17,2 %   |

1. ↑  Рідні мови в об'єднаних територіальних громадах України — Український центр суспільних даних